# 두루미자리 베타

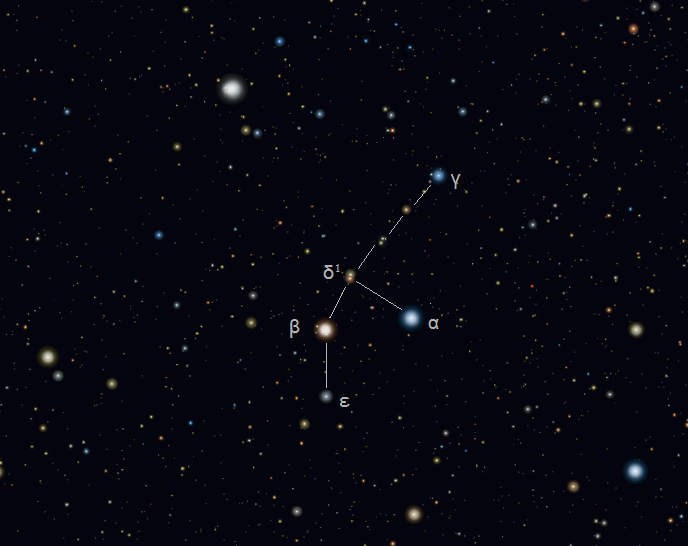

두루미자리 베타는 두루미자리에 있는 별로, 지구에서 약 170광년 떨어져 있다. 이 별은 거성에 속하며 밝기는 2.0에서 2.3까지 변한다. 총 질량은 태양의 약 세 배이며 표면 온도는 3400켈빈이다. 베타의 밝기는 태양의 3800배 정도이고 반지름은 약 0.4천문단위이다.